# Shantae and the Seven Sirens
Shantae and the Seven Sirens ist ein Jump ’n’ Run des US-amerikanischen Entwicklerstudios WayForward. Es erschien am 19. September 2019 für iOS und ist der Nachfolger von Shantae: Half-Genie Hero.

## Handlung
Die Halb-Dschinn Shantae wird mit ihren Freunde zu einem Festival nach Paradise Island eingeladen, wo sie eine Gruppe anderer Halb-Dschinne trifft und sich mit ihnen anfreundet. Während einer Aufführung auf dem Festival werden die anderen Halb-Dschinne jedoch entführt. Sie begibt sich auf die versunkene Stadt, um die Halb-Dschinne zu retten. Unterwegs trifft sie auf ihre Erzfeindin, die Piratin Risky Boots, die dort nach einem Schatz sucht. Um die Halb-Dschinne zu retten, muss Shantae gegen die sieben Meerjungfrauen kämpfen.

## Spielprinzip
Der Spieler steuert Shantae. Im Spiel gibt es Dungeons. Dort begegnet der Spieler am Ende einem Boss-Gegner. Shantae kann sich in andere Kreaturen zu verwandeln, die jetzt über eine Fähigkeit namens Fusionsmagie genutzt wird. Besiegte Feinde lassen manchmal einzusammelnde Objekte fallen. Wie bei anderen Spielen der Reihe wird der Spieler beim Abschließen der Geschichte mit Bonusgrafiken belohnt. Ein New-Game-Plus-Modus ermöglicht es dem Spieler, das Spiel mit höheren Magie-Punkten, aber geringeren Verteidigungspunkten zu wiederholen.

## Rezeption
Shantae and the Seven Sirens erhielt laut Metacritic gute Kritiken.